# 10628 Feuerbacher
10628 Feuerbacher este un asteroid din centura principală, descoperit pe 18 ianuarie 1998, de ODAS.